# Ipomoea marginata
Ipomoea marginata là một loài thực vật có hoa trong họ Bìm bìm. Loài này được (Desr.) Verdc. mô tả khoa học đầu tiên năm 1987.

## Hình ảnh

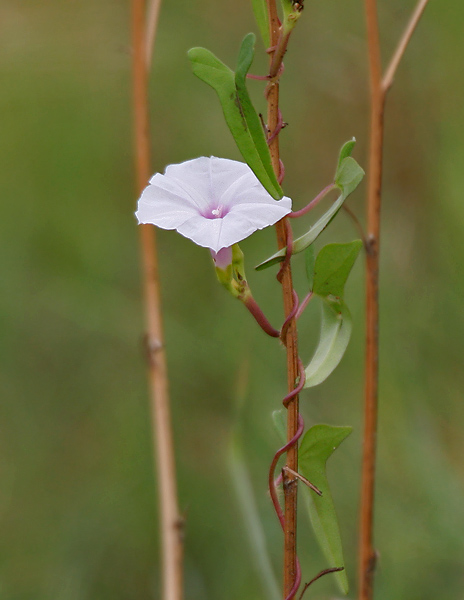
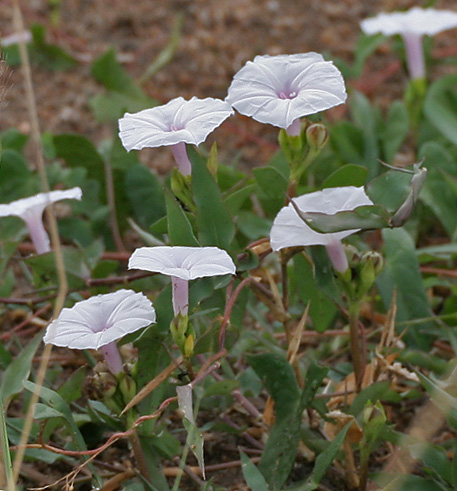
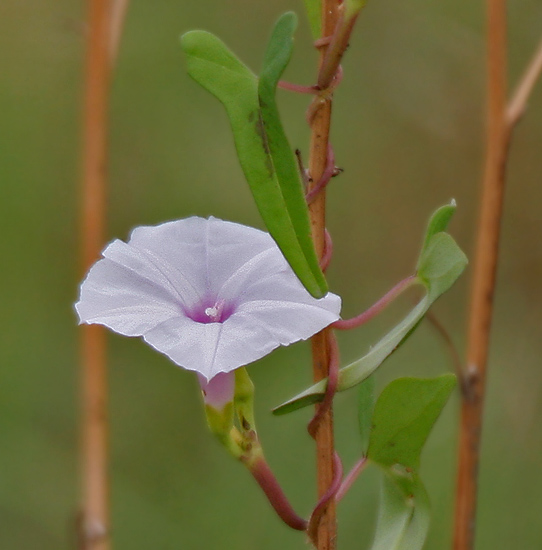
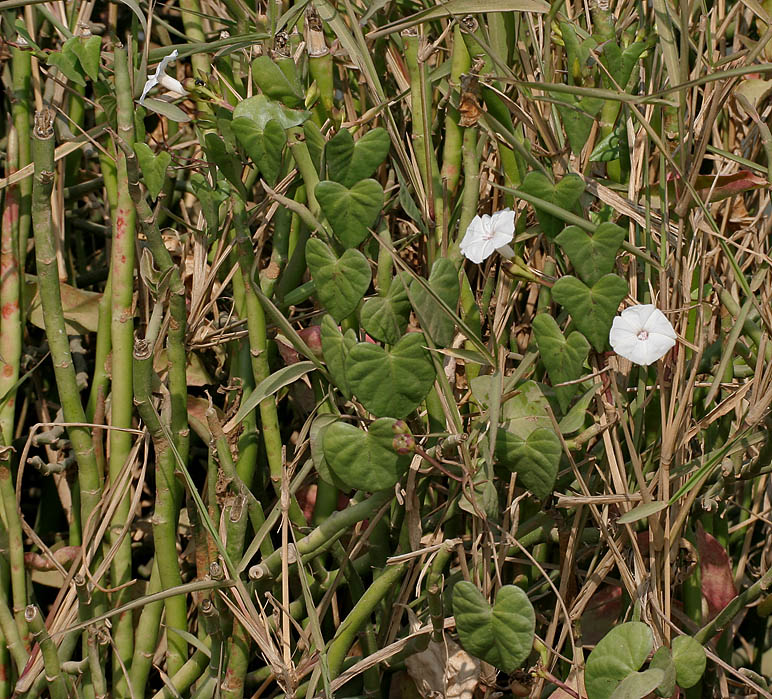